# Villanden
Villanden är det tredje studioalbumet med det norska folk metal-bandet TrollfesT. Albumet utgavs 2009 av skivbolaget  Twilight Vertrieb. Låtarna på albumet handlar, som på de tidigare albumen, om troll och öl och är skrivna på det påhittade språket "Trollspråk" som är en blandning av norska och tyska.

## Låtförteckning
1. "Wo bin ich jetz aufgewacht?" – 2:02
2. "Der JegerMeister" – 4:22
3. "Uraltes Elemente" – 3:13
4. "Villanden" – 4:01
5. "Per, Pål og Brakebeins Abenteuer" – 0:57
6. "Der Uhr ist skandaløst schändlich" – 3:21
7. "God fart" – 1:55
8. "Festival" – 3:48
9. "En ny erfaring" – 2:26
10. "Trinkenvisen" – 3:45
11. "Die Kirche undt der Mache" – 7:26

- Text och musik: TrollfesT

## Medverkande
Musiker (TrollfesT-medlemmar)
- Psychotroll (Martin Storm-Olsen) – basgitarr
- TrollBANK (Eirik Renton) – trummor
- Mr. Seidel (John Espen Sagstad) – gitarr
- Trollmannen (Jostein Austvik) – sång
- Manskow (Øyvind Manskow) – dragspel, banjo
- Per Spelemann – gitarr

Produktion
- TrollfesT – producent, ljudtekniker, ljudmix
- Petter Ringstad – ljudmix
- Jonas Darnell – omslagskonst